# KZ-Kommandant
KZ-Kommandant – komendant niemieckiego nazistowskiego obozu koncentracyjnego. Był najwyższy stopniem i najważniejszym członkiem załogi obozu. Kierował Wydziałem I (komendanturą) i był w pełni odpowiedzialny za całokształt spraw obozowych. Jego zadania i obowiązki wynikały z regulaminu obozów koncentracyjnych powstałego w 1936 pod kierunkiem Theodora Eickego.
Najważniejszym jego obowiązkiem było zapewnienie bezpieczeństwa obozu. W związku z tym wszyscy członkowie załogi obozu mieli obowiązek meldować mu o każdym ważnym wydarzeniu. Komendant musiał stale przebywać na terenie obozu, jego nieobecność przekraczająca 24 godziny wymagała zgody Głównego Inspektoratu Obozów Koncentracyjnych (IKL). Jego stałym zastępcą był Schutzhaftlagerführer (kierownik obozu). W razie alarmu spowodowanego buntem lub ucieczką komendantowi podlegała cała załoga wartownicza oraz miał on całkowitą władzę w wydawaniu rozkazów i poleceń. Kierował wówczas akcją.
Kolejnym jego obowiązkiem było stałe pouczanie podwładnych o ich zadaniach, sprawach bezpieczeństwa obozu i sposobie traktowania więźniów. Czuwał również nad sprawami zatrudnienia więźniów, ustalając między innymi godziny pracy. Pierwszym pomocnikiem komendanta był jego adiutant, któremu podlegali pozostali członkowie komendantury obozu. W największych obozach koncentracyjnych stopnie komendantów wahały się najczęściej od SS-Hauptsturmführera do SS-Obersturmbannführera.

## Komendanci najważniejszych obozów koncentracyjnych
| Obóz koncentracyjny       | Komendant                | Początek pełnienia funkcji | Koniec pełnienia funkcji |
| ------------------------- | ------------------------ | -------------------------- | ------------------------ |
| Auschwitz-Birkenau        | Rudolf Höß               | 4 maja 1940                | 10 listopada 1943        |
| Auschwitz I (obóz główny) | Arthur Liebehenschel     | 11 listopada 1943          | 8 maja 1944              |
| Auschwitz I (obóz główny) | Richard Baer             | 11 maja 1944               | 27 stycznia 1945         |
| Auschwitz II – Birkenau   | Friedrich Hartjenstein   | 22 listopada 1943          | 8 maja 1944              |
| Auschwitz II – Birkenau   | Josef Kramer             | 8 maja 1944                | 25 listopada 1944        |
| Auschwitz III-Monowitz    | Heinrich Schwarz         | 11 listopada 1943          | 17 stycznia 1945         |
| Bergen-Belsen             | Adolf Haas               | kwiecień 1943              | 2 grudnia 1944           |
| Bergen-Belsen             | Josef Kramer             | 2 grudnia 1944             | 15 kwietnia 1945         |
| Buchenwald                | Karl Otto Koch           | czerwiec 1937              | grudzień 1941            |
| Buchenwald                | Hermann Pister           | grudzień 1941              | 13 kwietnia 1945         |
| Dachau                    | Hilmar Wäckerle          | 19 kwietnia 1933           | 25 czerwca 1933          |
| Dachau                    | Theodor Eicke            | 28 czerwca 1933            | 10 grudnia 1934          |
| Dachau                    | Heinrich Deubel          | 10 grudnia 1934            | 1 kwietnia 1936          |
| Dachau                    | Hans Loritz              | 1 kwietnia 1936            | 19 lutego 1940           |
| Dachau                    | Alex Piorkowski          | 19 lutego 1940             | 1 września 1942          |
| Dachau                    | Martin Gottfried Weiss   | 1 września 1942            | 31 października 1943     |
| Dachau                    | Eduard Weiter            | 1 listopada 1943           | 26 kwietnia 1945         |
| Flossenbürg               | Jakob Weiseborn          | maj 1938                   | 20 stycznia 1939         |
| Flossenbürg               | Karl Künstler            | 20 stycznia 1939           | 10 kwietnia 1942         |
| Flossenbürg               | Karl Fritzsch            | 10 sierpnia 1942           | 15 września 1942         |
| Flossenbürg               | Egon Zill                | 15 września 1942           | 10 maja 1943             |
| Flossenbürg               | Max Koegel               | 10 maja 1943               | 23 kwietnia 1945         |
| Groß-Rosen                | Arthur Rödl              | 1 maja 1941                | 15 września 1942         |
| Groß-Rosen                | Wilhelm Gideon           | 15 września 1942           | 10 października 1943     |
| Groß-Rosen                | Johannes Hassebroek      | 11 października 1943       | luty 1945                |
| KL Lublin                 | Karl Otto Koch           | wrzesień 1941              | sierpień 1942            |
| KL Lublin                 | Max Koegel               | sierpień 1942              | listopad 1942            |
| KL Lublin                 | Arthur Hermann Florstedt | listopad 1942              | październik 1943         |
| KL Lublin                 | Martin Gottfried Weiss   | listopad 1943              | maj 1944                 |
| KL Lublin                 | Arthur Liebehenschel     | maj 1944                   | 22 lipca 1944            |
| Mauthausen-Gusen          | Albert Sauer             | 8 sierpnia 1938            | 17 lutego 1939           |
| Mauthausen-Gusen          | Franz Ziereis            | 17 lutego 1939             | 5 maja 1945              |
| Mittelbau-Dora            | Otto Förschner           | październik 1944           | styczeń 1945             |
| Mittelbau-Dora            | Richard Baer             | luty 1945                  | kwiecień 1945            |
| Natzweiler-Struthof       | Hans Hüttig              | kwiecień 1941              | marzec 1942              |
| Natzweiler-Struthof       | Egon Zill                | maj 1942                   | 25 października 1942     |
| Natzweiler-Struthof       | Josef Kramer             | 25 października 1942       | 4 maja 1944              |
| Natzweiler-Struthof       | Friedrich Hartjenstein   | 9 maja 1944                | styczeń 1945             |
| Natzweiler-Struthof       | Heinrich Schwarz         | luty 1945                  | kwiecień 1945            |
| Neuengamme                | Walter Eisfeld           | luty 1940                  | marzec 1940              |
| Neuengamme                | Martin Gottfried Weiss   | kwiecień 1940              | sierpień 1942            |
| Neuengamme                | Max Pauly                | wrzesień 1942              | 4 maja 1945              |
| Ravensbrück               | Günther Tamaschke        | maj 1939                   | sierpień 1939            |
| Ravensbrück               | Max Koegel               | styczeń 1940               | sierpień 1942            |
| Ravensbrück               | Fritz Suhren             | 1 września 1942            | 30 kwietnia 1945         |
| Sachsenhausen             | Michael Lippert          | lipiec 1936                | październik 1936         |
| Sachsenhausen             | Karl Otto Koch           | październik 1936           | lipiec 1937              |
| Sachsenhausen             | Hans Helwig              | 1 sierpnia 1937            | kwiecień 1938            |
| Sachsenhausen             | Hermann Baranowski       | 1 maja 1938                | wrzesień 1939            |
| Sachsenhausen             | Walter Eisfeld           | wrzesień 1939              | styczeń 1940             |
| Sachsenhausen             | Hans Loritz              | 1 kwietnia 1940            | wrzesień 1942            |
| Sachsenhausen             | Anton Kaindl             | wrzesień 1942              | 22 kwietnia 1945         |
| Stutthof                  | Max Pauly                | październik 1939           | sierpień 1942            |
| Stutthof                  | Paul Werner Hoppe        | sierpień 1942              | kwiecień 1945            |